# Nederländernas Davis Cup-lag
Nederländernas Davis Cup-lag styrs av kungliga nederländernaiska lawntennisförbundet och representerar Nederländerna i tennisturneringen Davis Cup, tidigare International Lawn Tennis Challenge. Nederländerna debuterade i sammanhanget 1920. Laget spelade i elitdivisionen 15 år i rad fram till 2006. Bästa resultat var länge semifinalplatsen 2001, men år 2024 lyckades man ta sig ända till finalen, där man åkte på stryk mot Italien med 0–2 i matcher.

### Fotnoter
1. ↑  Sebastian Vognsen (24 november 2024). ”Italien försvarade Davis Cup-titeln” (på svenska). SVT Sport. https://www.svt.se/sport/tennis/italien-forsvarade-davis-cup-titeln. Läst 20 december 2024.